# Nash (Ellis County, Texas)
Nash ist ein Dorf und eine Unorganized Community im Ellis County im Bundesstaat Texas in den Vereinigten Staaten. Postalisch gehört Nash zur Stadt Waxahachie.

## Lage
Nash liegt 14 Kilometer südlich von Waxahachie an der Farm-to-Market-Road 55. Umliegende Städte und Dörfer sind Waxahachie im Norden, Howard im Nordosten, Bardwell im Osten, Avalon im Süden, Italy im Südwesten und Forreston im Westen. Zwischen Nash und Howard liegt der Fluss Little Onion Creek.

## Geschichte
1873/75 errichtete Alexander Williams auf gemeindefreiem Gebiet in des heutigen Dorfes eine Schule für die Kinder der Farmer aus der Umgebung. Die Siedlung Nash wurde im Herbst 1882 gegründet, als Benjamin Reid dort ein Kurzwarengeschäft eröffnete. Benannt wurde der Ort nach N.J. Nash, einem ortsansässigen Anwalt. Ein Jahr nach der Gründung erhielt Nash ein Postamt, das bis zum 30. Juni 1903 in Betrieb war. Zeitweise gab es dem Dorf eine Egreniermaschine und eine Kirche. Im Jahr 1913 brannte das ursprüngliche Schulhaus ab und wurde neu errichtet. 1938 wurde die Schule von Nash geschlossen und der Schulbezirk dem Waxahachie Independent School District angegliedert.
1941 lebten in Nash ca. 75 Einwohner, 1968 waren es rund 125 Einwohner. Seitdem ging die Einwohnerzahl auf etwa 25 im Jahr 2000 zurück, wobei die Einwohnerzahl nicht offiziell erhoben wird.